# Asfalt Tango
Asfalt Tango (în franceză Asphalt Tango) este un film româno-francez de comedie din 1996 regizat de Nae Caranfil. Rolurile principale au fost interpretate de actorii Mircea Diaconu și Charlotte Rampling. Nae Caranfil declara despre acest film că „Ambiția mea a fost... să fac o farsă, o comedie cât mai aproape de nivelul de excelență, de strălucire al unor filme americane precum Unora le place jazz-ul  de Billy Wilder”.

## Rezumat
În vremurile tulburi ale anilor '90, când definitorii pentru România erau: grevele spontane, schimbul de valută la fiecare colț de stradă și visul fiecăruia de a deveni patron, 11 fete care mai de care mai frumoase pornesc într-o călătorie cu autocarul către mirajul vieții de artist la Paris. Sunt însoțite de un impresar local dubios (Florin Călinescu), un șofer fără scrupule (Constantin Cotimanis) și o franțuzoaică ce privește cinic viața, prin perspectiva lumii dure a show-biz-ului (Charlotte Rampling). Neprevăzutul apare în persoana soțului uneia dintre fete (Mircea Diaconu), care nu poate accepta ideea că a fost părăsit și pornește într-o cursă de urmărire, condimentată cu furturi de mașini, atacuri armate și răpiri.
Luați unsprezece românce frumoase de pică, puneți-le să viseze la glorie, adăugați un impresar dubios și o femeie de afaceri străină, urcați-i pe toți într-un autobuz cu destinația Paris, zguduiți bine vehiculul și lansați în urmărirea lui un soț disperat.
Rezultatul este un "road movie" care, dată fiind starea dezastruoasă a șoselelor din România, nu poate fi decât o comedie.
Dora, Felicia, Grațiela, Valentina și celelalte s-au săturat de o realitate în care banii se găsesc numai în buzunarul altora iar fericirea permanent amânată pentru mai târziu. Dansatoare, ele își iau zborul spre Paris, cu perspectiva de a face strip-tease în cabarete de mâna a doua.
Agent artistic, gardian și cloșcă în același timp, Marion (Charlotte Rampling) este șeful expediției... Un pic stresată de țara lui Dracula, femeia nu-și dorește decât să se vadă odată peste graniță, cu tot cu proaspetele ei recrute.
Ignoră, însă, un detaliu: Andrei (Mircea Diaconu), soțul Dorei e gata de orice pentru a-și recupera nevasta. O cursă contra cronometru se dezlănțuie, având ca punct final postul de frontieră. Dora devine rapid favorita lui Marion, care nu e dispusă să-și lase prada din mână. Cu cinism, siguranță și hotărâre, străina se interpune între soț și soție. Toate loviturile sunt permise, inclusiv seducția.
Cu disperarea îndrăgostitului, Andrei calcă legea: furt de mașină, dezordine publică, agresiune fizică, luare de ostatici...
Cum să explice el poliției că, la urma urmei, nu face decât să apere instituția sacră a căsătoriei?

## Distribuție
- Charlotte Rampling — Marion, impresara franțuzoaică
- Mircea Diaconu — Andrei Lungu, mecanic auto
- Florin Călinescu — dl Gigi, bișnițarul român care se ocupă cu recrutarea fetelor și transportarea lor la Paris, asociatul lui Marion
- Constantin Cotimanis — șoferul de autocar
- Cătălina Răhăianu — Teodora („Dora”), fostă balerină, soția lui Andrei, dansatoare aspirantă
- Marthe Felten — Felicia, fata care vorbește franțuzește, dansatoare aspirantă
- Adina Cartianu — Graziela, fata care vrea să înființeze un sindicat, dansatoare aspirantă
- Delia Nartea — Valentina, fata creață, fostă ospătăriță, dansatoare aspirantă
- Monika Cziprian — Roxy, fata credincioasă, dansatoare aspirantă
- Andreea Măcelaru — Andreea, fata cuplată cu italianul Geani, dansatoare aspirantă
- Alina Nedelea — Virginia, dansatoare aspirantă
- Diana Dumbravă — Tanți, dansatoare aspirantă
- Brîndușa Mircea — Brândușa, dansatoare aspirantă
- Oana Dobre — Oana, dansatoare aspirantă
- Erica Iscru — Erica, dansatoare aspirantă
- Marcel Bozonnet — turistul francez de la hotelul din Cluj
- Stelian Nistor — lt. de poliție Nistor
- Dan Chișu — traficantul de droguri rămas în pană
- Daniel Florea — lt. de poliție Adam, admirator al lui Arnold
- George Alexandru — scandalagiul de la hotelul din Cluj
- Dan Aștilean — căpitanul de poliție
- Ion Fiscuteanu — taximetristul bătăuș din Brașov
- Valentin Teodosiu — mecanicul răpitor de la benzinărie
- Victoria Cociaș — balerina care-i dă Dorei un cadou de despărțire
- Camelia Zorlescu — mama Feliciei
- Liviu Topuzu — pompistul, angajatul benzinăriei
- Cristian Șofron — ospătarul de la hotelul din Cluj
- Dragoș Pârvulescu — mecanicul răpitor de la benzinărie
- Mihai Bisericanu — primul balerin de la Opera Română
- Constantin Drăgănescu — tatăl Feliciei
- Marius Mihalache — cântărețul la țambal
- Eugen Cristea — fratele Feliciei
- Gruia Sandu — turist de la hotelul din Oradea
- Marcela Motoc
- Viorel Comănici — turist de la hotelul din Oradea
- Clara Vodă
- Bogdan Vodă
- Vitali Bantaș
- Valentin Ionescu
- Rona Hartner — cântăreața de muzică populară
- Cerasela Iosifescu
- Niculae Urs (menționat Nicolae Urs)
- Horia Baciu
- Jafar Abood — turistul sirian din sex-club
- George Ivașcu
- Gavril Pătru — țiganul înjurat de taximetristul brașovean (menționat Petru Gavrilă)
- Sanda Foamete
- Mihai Ghinea
- Mihai Ioniță
- Răzvan Comeagă
- Cristian Niculescu
- Loredana Groza — ea însăși

### Dublaj de voce
- Cătălina Mustață — Felicia
- Șerban Celea
- Brîndușa Mircea

## Primire
Filmul a fost vizionat de 126.974 de spectatori în cinematografele din România, după cum atestă o situație a numărului de spectatori înregistrat de filmele românești de la data premierei și până la data de 31 decembrie 2014 alcătuită de Centrul Național al Cinematografiei.